# Archachatina
Archachatina é um género de gastrópode  da família Achatinidae. 
Este género contém as seguintes espécies:
- Archachatina bequaerti
- Archachatina bicarinata
- Archachatina buylaerti
- Archachatina camerunensis
- Archachatina cinnamomea
- Archachatina crawfordi
- Archachatina degneri
- Archachatina dimidiata
- Archachatina gaboonensis
- Archachatina granulata
- Archachatina knorri
- Archachatina limitanea
- Archachatina marginata
  - Archachatina marginata'' var. ''suturalis
- Archachatina marinae
- Archachatina montistempli
- Archachatina omissa
- Archachatina papyracea
  - Archachatina papyracea adelinae
- Archachatina purpurea
- Archachatina semidecussata
- Archachatina ustulata
- Archachatina ventricosa
  - Archachatina ventricosa spectaculum
- Archachatina vestita
- Archachatina zuluensis